# Mont-roig del Camp
Montroig (Mont-roig del Camp) là một đô thị trong comarca Baix Camp, tỉnh Tarragona, cộng đồng tự trị Catalonia, Tây Ban Nha.